# Zeilen op de Olympische Zomerspelen 2020 – Nacra 17 gemengd
De Nacra 17 gemengd op de Olympische Zomerspelen 2020 vond plaats van 28 juli tot en met 3 augustus 2021. Regerend olympisch kampioen waren de Argentijnen Santiago Lange & Cecilia Carranza Saroli, zij werden zevende
De competitie werd verdeeld in dertien ronden. Punten werden gegeven na elke race; de winnaar scoort 1 punt, de tweede plaats scoort 2 punten, enz. 
Als een zeiler gediskwalificeerd werd of niet had gefinisht, dan werd er 1 plus het aantal deelnemers aan punten gegeven, in dit geval was dat 21 punten. Het slechtste resultaat van de eerste 12 races werd weggestreept. De dertiende ronde, ook wel de medalrace genoemd, werd gehouden voor de top 10 van de eerste 12 races. In deze ronde werden de punten verdubbeld.

## Planning
| Datum           | Race              |
| --------------- | ----------------- |
| 28 juli 2021    | Race 1, 2 en 3    |
| 29 juli 2021    | Race 4, 5 en 6    |
| 31 juli 2021    | Race 7 , 8 en 9   |
| 1 augustus 2021 | Race 10, 11 en 12 |
| 3 augustus 2021 | Medalrace         |

## Resultaten[1]
| Rang   | Land | Sporter                                             | Race   | Race | Race | Race | Race | Race   | Race | Race | Race | Race   | Race | Race | Race | Punten | Punten |
| Rang   | Land | Sporter                                             | 1      | 2    | 3    | 4    | 5    | 6      | 7    | 8    | 9    | 10     | 11   | 12   | M    | Tot    | Net    |
| ------ | ---- | --------------------------------------------------- | ------ | ---- | ---- | ---- | ---- | ------ | ---- | ---- | ---- | ------ | ---- | ---- | ---- | ------ | ------ |
| Goud   | ITA  | Ruggero Tita Caterina Banti                         | 1      | 3    | 1    | 2    | 5    | 1      | 8    | 3    | 2    | 2      | 1    | 2    | 12   | 43     | 35     |
| Zilver | GBR  | John Gimson Anna Burnet                             | 7      | 5    | 2    | 1    | 1    | 2      | 5    | 10   | 1    | 5      | 2    | 4    | 10   | 55     | 45     |
| Brons  | GER  | Paul Kohlhoff Alica Stuhlemmer                      | 5      | 1    | 7    | 3    | 3    | 11     | 3    | 2    | 8    | 3      | 6    | 6    | 16   | 74     | 63     |
| 4      | DEN  | Lin Cenholt Christian Lubeck                        | 8      | 8    | 10   | 7    | 2    | 4      | 13   | 11   | 11   | 1      | 3    | 1    | 4    | 83     | 70     |
| 5      | AUS  | Jason Waterhouse Lisa Darmanin                      | 2      | 11   | 4    | 4    | 7    | 8      | 1    | 5    | 4    | 6      | 5    | 8    | 18   | 83     | 72     |
| 6      | ESP  | Tara Pacheco Florián Trittel                        | 4      | 6    | 6    | 10   | 6    | 3      | 7    | 1    | 7    | 9      | 13   | 3    | 14   | 89     | 76     |
| 7      | ARG  | Santiago Lange Cecilia Carranza                     | 6      | 2    | 5    | 8    | 4    | 6      | 6    | 14   | 10   | 8      | 11   | 9    | 2    | 91     | 77     |
| 8      | FRA  | Quentin Delapierre Manon Audinet                    | 18     | 4    | 3    | 5    | 9    | 7      | 10   | 4    | 13   | 7      | 7    | 7    | 8    | 102    | 84     |
| 9      | USA  | Riley Gibbs Anna Weis                               | 9      | 7    | 12   | 6    | 11   | 13     | 9    | 12   | 5    | 13     | 4    | 5    | 6    | 112    | 99     |
| 10     | BRA  | Samuel Albrecht Gabriela Nicolino de Sá             | 10     | 14   | 9    | 9    | 10   | 10     | 2    | 7    | 6    | 18     | 10   | 10   | 20   | 135    | 117    |
| 11     | AUT  | Thomas Zajac Barbara Matz                           | 3      | 10   | 8    | 14   | 13   | 5      | 12   | 13   | 9    | 4      | 12   | 11   |      | 114    | 100    |
| 12     | NZL  | Micah Wilkinson Erica Dawson                        | 11     | 12   | 13   | 11   | 8    | 12     | 15   | 9    | 18   | 17     | 8    | 14   |      | 148    | 130    |
| 13     | FIN  | Sinem Kurtbay Akseli Keskinen                       | 16     | 9    | 19   | 13   | 14   | 9      | 18   | 8    | 12   | 11     | 9    | 12   |      | 150    | 131    |
| 14     | SWE  | Emil Jarudd Cecilia Jonsson                         | 17     | 13   | 11   | 16   | 12   | 14     | 19   | 16   | 3    | 10     | 16   | 16   |      | 163    | 144    |
| 15     | JPN  | Shibuki Iitsuka Eri Hatayama                        | 12     | 18   | 15   | 12   | 15   | 16     | 14   | 6    | 14   | 19     | 15   | 13   |      | 169    | 150    |
| 16     | CHN  | Xuezhe Yang Xiaoxiao Hu                             | 13     | 19   | 14   | 15   | 16   | 15     | 16   | 20   | 16   | 14     | 14   | 15   |      | 187    | 167    |
| 17     | PUR  | Enrique Figueroa Gretchen Ortiz                     | 15     | 16   | 16   | 18   | 18   | 19     | 4    | 17   | 19   | 15     | 18   | 18   |      | 193    | 174    |
| 18     | URU  | Pablo Defazio Dominique Knüppel                     | 21 DSQ | 15   | 17   | 17   | 17   | 17     | 11   | 18   | 15   | 16     | 17   | 19   |      | 200    | 179    |
| 19     | NOR  | Nicholas Fadler Martinsen Martine Steller Mortensen | 14     | 17   | 18   | 19   | 19   | 18     | 17   | 15   | 17   | 12     | 19   | 17   |      | 202    | 183    |
| 20     | TUN  | Mehdi Gharbi Rania Rahali                           | 19     | 20   | 20   | 20   | 20   | 21 DNF | 20   | 19   | 20   | 21 DNF | 20   | 20   |      | 240    | 219    |

Afkortingen:
- OCS – Start aan verkeerde kant van de startlijn
- DSQ, BFD, DGM, DNE – Gediskwalificeerd
- DNF – Niet gefinisht
- DNS – Niet gestart
- DPI – Straf opgelopen
- RDG - Schadeloos gesteld
- UFD - "U"vlag diskwalificatie